# 嘉瑞國際
嘉瑞國際控股有限公司，簡稱嘉瑞國際控股，以及嘉瑞國際（英語：Ka Shui International Holdings Limited，港交所：0822），在1980年由李遠發（主席）創立，總裁為姜永正。
業務在香港和國內經營提供從產品概念設計、模具設計與製造、精密壓鑄及注塑、數控加工、表面處理，以及配送鎂、鋁、鋅合金產品，招股價為1.35港元，發行股份為220,000,000股，而集資額為2.97億港元，股份在2007年6月27日於香港交易所主板上市。
總部位於香港九龍灣宏照道33號國際交易中心1210室，以及深圳市龍崗區平湖鎮鵝公嶺村東深公路11號。

## 連結
- KaShui.com（页面存档备份，存于）